# Football aux Jeux bolivariens
Le football aux Jeux bolivariens fut inscrit comme épreuve dès la première édition en 1938. Le tournoi est disputé par les pays libérés par Simón Bolívar. Depuis 1993, les pays envoient leur équipe des moins de 17 ans pour participer au tournoi. À partir de 2005, un tournoi féminin fut mis en place.

## Tournoi masculin

### Palmarès
| Année   | Hôte                                   | Équipes        | Or             | Argent               | Bronze            |
| 1938    | Bogota, Colombie                       | 5              | Pérou          | Bolivie              | Équateur          |
| 1947-48 | Lima, Pérou                            | 3              | Pérou          | Bolivie et Venezuela | –                 |
| 1951    | Caracas, Venezuela                     | 5              | Colombie       | Venezuela            | Pérou             |
| 1961    | Barranquilla, Colombie                 | 4              | Pérou          | Colombie             | Venezuela         |
| 1965    | Quito et Guayaquil, Équateur           | 4              | Équateur       | Venezuela            | Bolivie           |
| 1970    | Maracaibo, Venezuela                   | 3              | Bolivie        | Venezuela            | Panama            |
| 1973    | Panama, Panama                         | 4              | Pérou          | Colombie             | Bolivie et Panama |
| 1977    | La Paz, Bolivie                        | 3              | Bolivie        | Venezuela            | Pérou             |
| 1981    | Barquisimeto, Venezuela                | 4              | Pérou          | Colombie             | Venezuela         |
| 1985    | Ambato, Cuenca et Portoviejo, Équateur | 3              | Équateur       | Colombie             | Pérou             |
| 1989    | Maracaibo, Venezuela                   | Pas de tournoi | Pas de tournoi | Pas de tournoi       | Pas de tournoi    |
| 1993    | Santa Cruz et Cochabamba, Bolivie      | 5              | Bolivie        | Colombie             | Venezuela         |
| 1997    | Arequipa, Pérou                        | 5              | Colombie       | Pérou                | Venezuela         |
| 2001    | Ambato, Équateur                       | 5              | Pérou          | Colombie             | Venezuela         |
| 2005    | Armenia et Pereira, Colombie           | 4              | Colombie       | Venezuela            | Équateur          |
| 2009    | Sucre, Bolivie                         | 3              | Bolivie        | Équateur             | Venezuela         |
| 2013    | Trujillo, Pérou                        | 6              | Colombie       | Équateur             | Pérou             |
| 2017    | Santa Marta, Colombie                  | 5              | Colombie       | Équateur             | Venezuela         |
| 2022    | Valledupar, Colombie                   | 4              | Paraguay       | Bolivie              | Colombie          |

### Tableau des médailles
| Football masculin aux Jeux bolivariens Total des médailles | Football masculin aux Jeux bolivariens Total des médailles | Football masculin aux Jeux bolivariens Total des médailles | Football masculin aux Jeux bolivariens Total des médailles | Football masculin aux Jeux bolivariens Total des médailles | Football masculin aux Jeux bolivariens Total des médailles |
| ---------------------------------------------------------- | ---------------------------------------------------------- | ---------------------------------------------------------- | ---------------------------------------------------------- | ---------------------------------------------------------- | ---------------------------------------------------------- |
| Classement                                                 | Pays                                                       | Or                                                         | Argent                                                     | Bronze                                                     | Total                                                      |
| 1                                                          | Pérou                                                      | 6                                                          | 1                                                          | 4                                                          | 11                                                         |
| 2                                                          | Colombie                                                   | 5                                                          | 6                                                          | 1                                                          | 12                                                         |
| 3                                                          | Bolivie                                                    | 4                                                          | 3                                                          | 2                                                          | 9                                                          |
| 4                                                          | Équateur                                                   | 2                                                          | 3                                                          | 2                                                          | 7                                                          |
| 5                                                          | Paraguay                                                   | 1                                                          | 0                                                          | 0                                                          | 1                                                          |
| 6                                                          | Venezuela                                                  | 0                                                          | 6                                                          | 7                                                          | 13                                                         |
| 7                                                          | Panama                                                     | 0                                                          | 0                                                          | 2                                                          | 2                                                          |
| Total                                                      | Total                                                      | 18                                                         | 19                                                         | 18                                                         | 55                                                         |

## Tournoi féminin

### Palmarès
| Année | Hôte                         | Équipes | Or       | Argent    | Bronze    |
| 2005  | Armenia et Pereira, Colombie | 5       | Pérou    | Colombie  | Équateur  |
| 2009  | Sucre, Bolivie               | 5       | Colombie | Équateur  | Venezuela |
| 2013  | Trujillo, Pérou              | 8       | Colombie | Venezuela | Bolivie   |
| 2017  | Santa Marta, Colombie        | 5       | Colombie | Équateur  | Venezuela |
| 2022  | Valledupar, Colombie         | 4       | Colombie | Paraguay  | Venezuela |

### Tableau des médailles
| Football féminin aux Jeux bolivariens Total des médailles | Football féminin aux Jeux bolivariens Total des médailles | Football féminin aux Jeux bolivariens Total des médailles | Football féminin aux Jeux bolivariens Total des médailles | Football féminin aux Jeux bolivariens Total des médailles | Football féminin aux Jeux bolivariens Total des médailles |
| --------------------------------------------------------- | --------------------------------------------------------- | --------------------------------------------------------- | --------------------------------------------------------- | --------------------------------------------------------- | --------------------------------------------------------- |
| Classement                                                | Pays                                                      | Or                                                        | Argent                                                    | Bronze                                                    | Total                                                     |
| 1                                                         | Colombie                                                  | 4                                                         | 1                                                         | 0                                                         | 5                                                         |
| 2                                                         | Pérou                                                     | 1                                                         | 0                                                         | 0                                                         | 1                                                         |
| 3                                                         | Équateur                                                  | 0                                                         | 2                                                         | 1                                                         | 3                                                         |
| 4                                                         | Venezuela                                                 | 0                                                         | 1                                                         | 3                                                         | 4                                                         |
| 5                                                         | Paraguay                                                  | 0                                                         | 1                                                         | 0                                                         | 1                                                         |
| 6                                                         | Bolivie                                                   | 0                                                         | 0                                                         | 1                                                         | 1                                                         |
| Total                                                     | Total                                                     | 5                                                         | 5                                                         | 5                                                         | 15                                                        |